# 拉希德·卡里迪
拉希德·伊斯梅尔·卡里迪（阿拉伯语：‎，1948年—）是一位巴勒斯坦裔美国中东历史学家，也是哥伦比亚大学教授，主要研究現代的阿拉伯世界。他曾在黎巴嫩大学、贝鲁特美国大学、乔治城大学和芝加哥大学任教。  2002年至2020年期間，他是《巴勒斯坦研究杂志》的编辑。
卡里迪支持抵制、撤资、制裁运动，反對美国支持以色列。

## 生平
卡里迪生于纽约，他是侯赛因·法赫里·哈利迪的侄子。  其父亲是巴勒斯坦裔沙烏地阿拉伯公民 ，生于耶路撒冷，  曾在联合国工作。 卡里迪的母亲是黎巴嫩裔美国人，是一名室内设计师。 
1970年，卡里迪获得耶鲁大学学士学位， 1974年获得牛津大学博士学位。 
第五次中东战争期間，卡里迪居住在黎巴嫩贝鲁特。 
返回美国后，卡里迪先在哥伦比亚大学執教两年，1987年來到芝加哥大学執教。2003年，他再次回到哥伦比亚大学執教。
卡里迪發表了数十篇有关中东历史和政治的学术文章，并在美国报纸上发表评论文章。 